# Турей, Эмилия Халсбериевна
Эми́лия Халсбериевна Туре́й (род. 6 октября 1984, Астрахань) — российская гандболистка, левый крайний. Трёхкратная чемпионка мира и серебряный призёр Олимпийских игр 2008 года в составе сборной России. Выпускница Астраханского государственного технического университета.

## Карьера
В гандбол играет с 11 лет, первый тренер — Алексей Дзарданов. Профессиональную карьеру начала в «Астраханочке», с 2005 года играла в клубах Дании — «Слагелсе» (до 2008 года) и «Копенгагене». Чемпионка Дании (2007), победительница Лиги чемпионов (2007) и Кубка Кубков (2009). С 2010 года выступала в Испании в составе клуба «Итшако» (Эстелья), в 2011 году перешла в клуб «Ростов-Дон». С 2012 года снова играет за «Астраханочку». В декабре 2013 года подписывает контракт с румынским CSM из Бухареста, однако меньше чем через месяц контракт расторгается по обоюдному согласию.
Чемпионка Европы среди девушек (2001), чемпионка мира (2001, 2003) и Европы (2002) среди молодёжных команд.
В национальной сборной выступает с 2003 года. Чемпионка мира 2005, 2007 и 2009 годов, серебряный призёр Олимпийских игр 2008 года, серебряный (2006) и бронзовый (2008) призёр чемпионатов Европы. Лучшая левая крайняя нападающая чемпионата мира 2011 года.
Отец Эмилии Турей — выходец из Сьерра-Леоне, мать русская.
С февраля 2021 — спортивный директор «Астраханочки». Ранее она являлась заместителем директора культурно-спортивного центра «Газпром добыча Астрахань» и руководила детским оздоровительным центром имени Пушкина.

## Награды и звания
- Заслуженный мастер спорта России
- Медаль ордена «За заслуги перед Отечеством» II степени (2 августа 2009) — за большой вклад в развитие физической культуры и спорта, высокие спортивные достижения на Играх XXIX Олимпиады 2008 года в Пекине[7]